# اداره محیط زیست و میراث
اداره محیط زیست و میراث نیو ساوت ولز (به انگلیسی: Office of Environment & Heritage)، بخش پیشین دولت نیو ساوت ولز بین آوریل ۲۰۱۱ و ژوئیه ۲۰۱۹، مسئول مراقبت و حفاظت از محیط زیست و میراث، که شامل محیط طبیعی بومی، کشور، فرهنگ و میراث، و میراث ساخته‌شده در نیو ساوت ولز، استرالیا بود. اداره محیط زیست و میراث از جامعه، تجارت و دولت در حفاظت، تقویت و استفاده حداکثری از محیط زیست و اقتصاد سالم در داخل ایالت حمایت کرد. اداره محیط زیست و میراث بخشی از گروه برنامه‌ریزی و محیط زیست بود و پارک‌ها و ذخایر ملی را مدیریت می‌کرد.
پس از انتخابات ایالتی ۲۰۱۹، این نهاد لغو شد و اکثر وظایف آژانس توسط وزارت برنامه‌ریزی، صنعت و محیط زیست از ۱ ژوئیه ۲۰۱۹ به اجرا درآمد. وظایف میراث توسط وزارت نخست‌وزیری و کابینه به عهده گرفته شد، اما در تاریخ ۱ آوریل ۲۰۲۲ به وزارت برنامه‌ریزی و محیط زیست منتقل می‌شود.